# Sächsische Hg VII TK
Die Hg VII TK war eine zweifach gekuppelte Schmalspurtenderlokomotive der Königlich Sächsischen Staatseisenbahnen.

## Geschichte
Die Lokomotive wurde 1873 vom Erfurter Unternehmen Maschinenfabrik Christian Hagans mit der Fabriknummer 1 an die Oberschlesische Zweigbahn in Beuthen geliefert. 1882 erwarben die Kgl. Sächsischen Staatseisenbahnen die Lokomotive und gaben ihr die Bahnnummer 5. Um sie auf dem sächsischen Netz einsetzen zu können, wurde die Lokomotive von 785 mm auf 750 mm umgespurt. Die Maschine kam meist als Bauzug- und Hilfslokomotive beim Aufbau der schmalspurigen Bahnstrecken zum Einsatz. 1891 war sie noch mit einer Laufleistung von 3100 Kilometer auf den Strecken Oschatz–Mügeln–Döbeln und Mügeln–Nerchau im Einsatz. Mit der ausreichenden Lieferung von Lokomotiven der Gattungen I K und IV K wurde die Lokomotive immer entbehrlicher und war ab 1892 immer seltener im Betriebsdienst zu finden. Zuletzt lief sie 1895 auf den Strecken Wilkau–Wilzschhaus und Mosel–Ortmannsdorf. 1897 erfolgte der Verkauf der Lokomotive.

## Konstruktive Merkmale
Die Lokomotive besaß einen Blechinnenrahmen, der gleichzeitig als Wassertank diente. Der Dampfkessel war in der Bauart Crampton ausgeführt. Die Kesselwasserspeisung erfolgte durch zwei Injektoren. Der Regleraufsatz befand sich auf dem vorderen Langkessel. Die Dampfleitungen zu den Zylindern wurden außen am Kessel geführt.
Das Zweizylinder-Naßdampftriebwerk war außenliegend. Der Antrieb erfolgte auf den hinteren Radsatz. Die Allan-Steuerung war ebenfalls außenliegend.
Die Radsätze waren starr gelagert und wurden durch obenliegende Einzelfedern am Rahmen abgestützt. Die Lokomotive verfügte über eine kurbelbetätigte Spindelbremse, die auf die Räder der Treibachse wirkte. 1886 erfolgte der Umbau auf eine Wurfhebelbremse. Für die Heberleinbremse besaß die Maschine eine Haspel.
Der Kohlevorrat wurde in seitlichen Behältern vor dem Führerhaus gelagert. Der Sandkasten befand sich vor dem Kohlekasten auf dem Umlauf. Der Führerstand war nur mit einem einfachen Schutzdach versehen.